# Выборы губернатора Архангельской области (2025)
Шестые выборы губернатора Архангельской области состоятся на территории региона в единый день голосования 14 сентября 2025 года. 
Губернатор Архангельской области избирается на срок 5 лет. Вместе с тем, губернатором назначается представитель региона в Совете Федерации от исполнительной власти Архангельской области. 
По состоянию на 1 января 2025 года, в Архангельской области зарегистрированы 842 975 избирателей.

## Предшествующие события
В 2018 году по всей Архангельской области начались массовые протесты против строительства мусорного полигона на юге региона — станции Шиес Ленского района, куда должен был отвозиться мусор из Московского региона. На момент избрания нового губернатора от Единой России Александра Цыбульского, протесты продолжались полтора года и включали в себя как серии ежедневных «бессрочных протестов» в ключевых городах Поморья, так и круглосуточный дозор со стороны активистов на станции Шиес, освещение темы известными медийными деятелями, такими как Илья Варламов, Михаил Светов (оба присутствовали лично), Алексей Навальный. Кроме того, в мае 2020 года Цыбульский и исполняющий обязанности губернатора Ненецкого автономного округа Юрий Бездудный подписали меморандум об объединении Архангельской области и Ненецкого автономного округа, что вызвало протесты в Ненецком автономном округе и снижение популярности как Цыбульского, так и Бездудного. 
Главным предвыборным обещанием Александра Цыбульского была остановка строительства полигона, которая по итогу выборов происходила постепенно, и на 2021 год строительство было полностью остановлено. 
В марте 2025 года действующий губернатор на встрече с Владимиром Путиным заявил, что собирается баллотироваться на губернаторский пост во второй раз.

## Организация выборов

### Ключевые даты
- 22 мая 2025 года — выпуск постановления региональной избирательной комиссии, касающейся проведения губернаторских выборов[8]
- 11 июня[9] (за 90 — 100 дней до дня голосования) — назначение выборов губернатора Архангельским областным собранием депутатов
- 13 сентября — день тишины
- 14 сентября — официальный день голосования

## Кандидаты
| Кандидат | Кандидат                        | Деятельность/должность (на момент выдвижения)                                                        | Субъект выдвижения                | Статус                                | Кандидаты в Совет Федерации |
| -------- | ------------------------------- | --- | --------------------------------- | ------------------------------------- | --- |
|          | Алексей Владимирович Буглак     | методист кафедры гуманитарного образования Архангельского областного института открытого образования | Партия пенсионеров                | зарегистрирован                       | |
|          | Роман Михайлович Лябихов        | депутат Государственной думы VIII созыва                                                             | КПРФ                              | зарегистрирован                       | |
|          | Лариса Анатольевна Медведева    | индивидуальный предприниматель                                                                       | «Зелёные»                         | утратила статус выдвинутого кандидата | — |
|          | Наталья Игоревна Сорокина       | руководитель центра поддержки предпринимательства АНО АО «Агентство регионального развития»          | «Зелёная альтернатива»            | зарегистрирована                      | |
|          | Мария Борисовна Харченко        | депутат Архангельской городской Думы                                                                 | ЛДПР                              | зарегистрирована                      | |
|          | Александр Витальевич Цыбульский | действующий губернатор Архангельской области                                                         | «Единая Россия»                   | зарегистрирован                       | - Алексей Алсуфьев, первый заместитель губернатора Архангельской области — председатель правительства Архангельской области - Юрий Борисов, действующий сенатор от Архангельской области - Екатерина Прокопьева, председатель Архангельского областного Собрания |
|          | Олег Витальевич Черненко        | депутат Архангельского областного Собрания                                                           | «Справедливая Россия — За правду» | зарегистрирован                       | |

## Оценки
По мнению директора Института современного государственного развития и эксперта Центра ПРИСП Дмитрия Солонникова, никакой серьёзной оппозиционности в ходе выборов нет и не будет, ввиду отсутствия выдающихся конкурентов в регионе и проблем у действующего губернатора Цыбульского: 
«В Архангельской области выдвинулись кандидаты от всех основных партий. Это понятные, системные решения. В регионе политическое поле зачищено, каких-то выдающихся политических лидеров, знаковых лиц нет. И в этом отношении выдвижение ещё кого-то, конечно, возможно, но только ради цели выдвижения.»
«Единственное, что достойно обсуждения, – это выдвижение Романа Лябихова от КПРФ. Он идёт как депутат Госдумы, имеет отношение к Северодвинску. Северодвинск всегда имеет определённую протестность, поэтому здесь может быть какая-то игра. В других районах области у Лябихова поддержки не будет, зато они могут показать, что в крупнейшем промышленном центре – Северодвинске – коммунистов поддерживают.»